# Diego Costa
Diego da Silva Costa (Lagarto, 7. listopada 1988.), poznatiji kao Diego Costa, brazilsko-španjolski je nogometaš koji igra na poziciji napadača. Trenutačno je bez kluba.
Karijeru je započeo s Bragom i Penafiel u Portugalu, a potpisao ga je Atlético Madrid u 2007. godini. Costa je bio posuđen natrag u Bragu, a zatim u Celta de Vigo i Albacete prije nego što je prodan Real Valladolidu. Vratio je se u Atlético Madrid nakon jedne sezone i nastavio igrati ključnu ulogu u njihovom napadu, postigavši 27 golova. U 2014. godini je osvojio naslov prvaka s Atléticom, a zatim je se pridružio Chelseaju za 32 milijuna funti. Postigao je 21 golova u svojoj prvoj sezoni u Engleskoj, osvojivši ujedno i Premier ligu i Ligu kupa. U prosincu 2016. je Costa zabio svoj 50. pogodak za Chelsea u ligaškom dvoboju protiv Crystal Palacea, te postigao 13. gol u prvoj polovice sezone 2016./17. Na međunarodnoj razini je Costa igrao dva puta za Brazil 2013. godine, ali je kasnije izrazio želju za nastupanje za Španjolsku. Nakon što je dobio španjolska državljanstvo u rujnu 2013. godine, debitirao je za La Furiju u ožujku 2014. godine i bio je dio španjolske momčadi na Svjetskom prvenstvu u svojoj rodnoj zemlji. Španjolski nogometni izbornik objavio je u svibnju 2016. širi popis od 25 kandidata za nastup na Europskom prvenstvu u Francuskoj, s kojeg je izostavio Costu.

## Vanjske poveznice
- Profil na web-stranici Chelseaja
- Profil  Arhivirana inačica izvorne stranice od 18. srpnja 2014. (Wayback Machine) na web-stranici Atlético Madrida
- Profil, BDFutbol  (engl.)
- Profil, Soccerbase  (engl.)